# Sindee Jennings
Sindee Jennings (née le 7 juillet 1986 au Texas) est une actrice pornographique américaine qui a rejoint l'industrie du porno en 2006 et qui apparaît dans environ 120 films. Elle interprète la jeune Serra Paylin dans la parodie de Sarah Palin intitulée Who's Nailin Paylin ?.
Elle s'illustre dans les films de genres particuliers grâce à sa pratique de certaines spécialités. Elle pratique couramment le rimjob, le real squirt en abondance, et a tourné plusieurs fois avec O.G. Mudbone (dans Freaks of Cock et Cock Competition notamment).

## Récompenses
- 2009 : proposition pour le AVN Award – Meilleur scène de sexe entre filles – Squirt Gangbang 3
- 2009 : proposition pour le AVN Award – meilleure scène de sexe en couple – She Only Takes Diesel
- 2009 : proposition pour le AVN Award – meilleure scène de POV (pornographie subjective) – Nice Fucking View 3
- 2009 : proposition pour le AVN Award – Starlette non reconnue de l'année.
- 2009 : Proposition pour le XRCO Award – Sirène non reconnue[3]
- 2009 : finaliste F.A.M.E. Award – Star favorite méconnue
- 2010 : proposition pour le AVN Award – Meilleur scène de partouze lesbienne – Squirt Gangbang 4[4]
- 2010 : proposition pour le AVN Award – Meilleur scène de triolisme féminin – Kung Fu Nurses a Go-Go 2[4]
- 2010 : proposition pour le AVN Award – Meilleur scène de triolisme féminin – Lesbian Tag Teams[4]
- 2010 : proposition pour le AVN Award – Meilleur scène de triolisme féminin – Storm Squirters 6[4]
- 2010 : proposition pour le AVN Award – Meilleur scène de sexe oral – Cummin' at You 3D[4]
- 2010 : proposition pour le: AVN Award – Meilleur scène de POV – Barely Legal POV 3[4]
- 2010 : proposition pour le: AVN Award – Meilleur scène de POV – Cummin' at You 3D[4]
- 2010 : proposition pour le: AVN Award - Scène la plus outrageante – Squirt Gangbang 4[4]
- 2010 : proposition pour le: AVN Award – Scène la plus outrageante – Storm Squirters 7[4]
- 2011 : proposition pour le: AVN Award – meilleur scène de triolisme féminin – Belladonna: Fetish Fanatic 8[5]

## Filmographie sélective
- 2006 : Amateur Hardcore 19

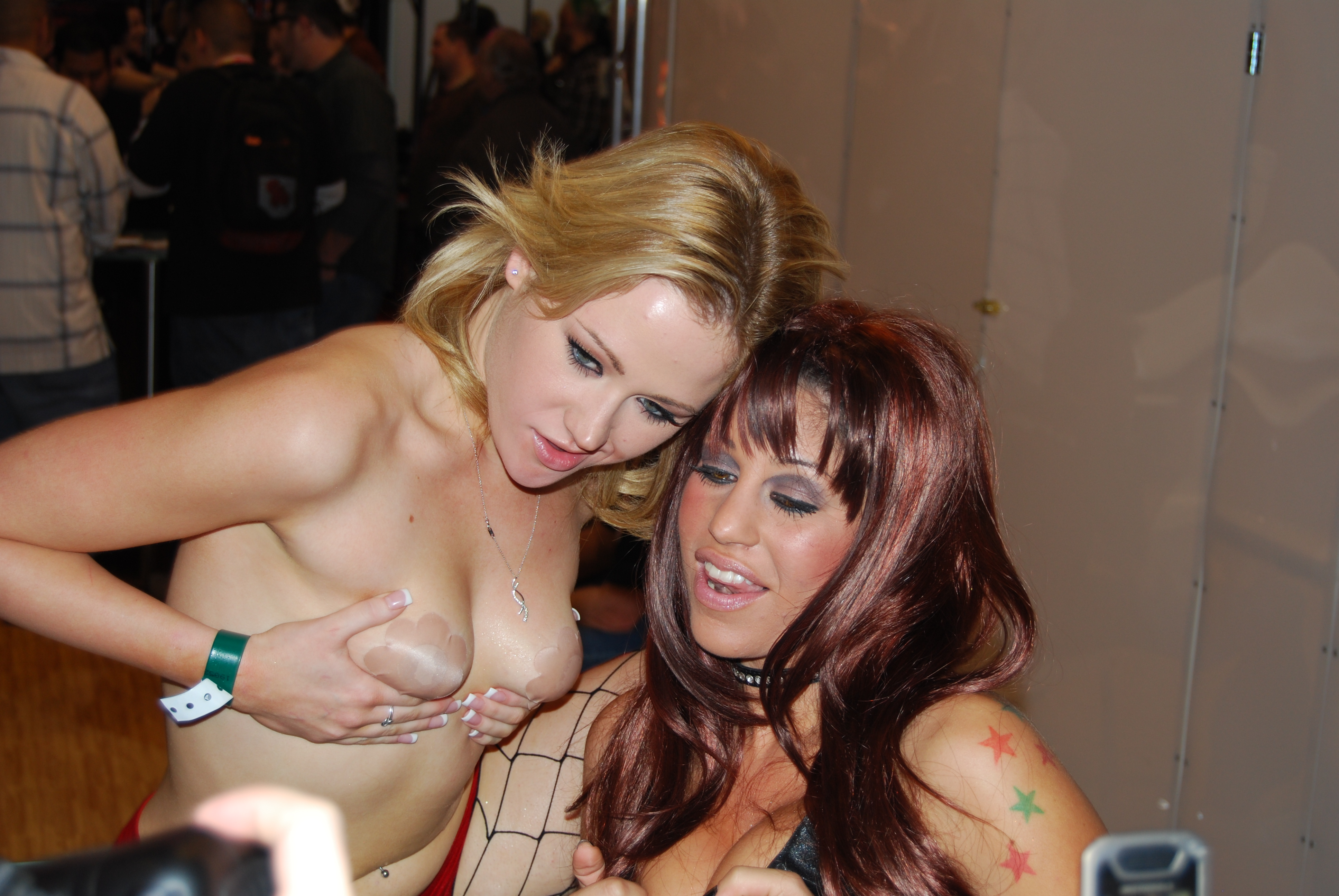
Sindee Jennings et Britney Stevens à l'expo AVN 2008

- 2006 : No Man's Land Interracial Edition 11
- 2007 : Brianna Love, Sindee Jennings in Anal Lick Fest
- 2007 : Real Squirters 2
- 2008 : Pussy Party 23 - Big Squirt
- 2008 : Who's Nailin' Paylin?
- 2009 : Lesbian Bukkake 14
- 2009 : The Violation of Sindee Jennings
- 2010 : 3 Black Bros and 1 White Ho 2
- 2010 : Asseaters Unanimous 22: All Girl Interracial Edition
- 2011 : Lipstick Lovers
- 2011 : My New Black Stepdaddy 7
- 2012 : House of Ass 15
- 2012 : Interracial Gloryhole Initiations 11
- 2013 : 3-Way Pussy Paradise 2
- 2013 : Squirt Machines 1
- 2014 : Sex Sex Sex 3
- 2014 : Threeway Sluts
- 2015 : Camel Toe Obsessions 2
- 2015 : Suck Out the Cum from My Cock 18
- 2016 : I Fucked the Law
- 2016 : Milfs in Politics
- 2017 : Lesbian Muff Munchers 5
- 2017 : Nasty and Natural
- 2018 : She Loves Her Ass